# 东盛涌镇
东盛涌镇，是中华人民共和国吉林省延边朝鲜族自治州龙井市下辖的一个乡镇级行政单位。

## 行政区划
东盛涌镇下辖以下地区：
振兴社区、龙山村、平安村、东盛涌村、延东村、仁化村、勇成村、石井村、龙河村和太平村。